# Neuseelandfledermäuse
Die Neuseelandfledermäuse (Mystacinidae) sind eine Fledermausfamilie. Sie umfasst heute nur mehr eine Art, die Kleine Neuseelandfledermaus (Mystacina tuberculata). Eine zweite Art, die Große Neuseelandfledermaus (Mystacina robusta) ist in der zweiten Hälfte des 20. Jahrhunderts ausgestorben. Neuseelandfledermäuse unterscheiden sich von allen anderen Fledermausarten darin, dass sie den Großteil ihres Lebens auf dem Boden verbringen.

## Verbreitung
Neuseelandfledermäuse sind in Neuseeland und auf kleineren vorgelagerten Inseln endemisch. Mit Ausnahme von Chalinolobus tuberculatus aus der Familie der Glattnasen waren sie bis zur Ankunft der Menschen die einzigen Säugetiere auf dieser Inselgruppe.

## Beschreibung
Der Körperbau der Neuseelandfledermäuse zeigt einige Anpassungen an die bodenbewohnende Lebensweise, die sonst bei keinen Fledermäusen vorkommen. So können sie ihre Flügel in einer ledernen Membran einrollen, wenn sie nicht fliegen. Die Beine sind kurz aber sehr muskulös. Die Füße sind breit und die Zehen sind mit scharfen Krallen versehen. Als einzige Fledertierart endet bei ihnen auch der Daumen in einer Kralle.
Der Kopf ist durch eine lange Nase, die über das Maul ragt, sowie durch lange Ohren mit einem langen, spitzen Tragus charakterisiert. Breite Flügel erleichtern ihnen das Wegfliegen vom Erdboden, die Spitze des kurzen Schwanzes ragt aus dem Uropatagium (der Flugmembran zwischen den Beinen) hervor. Diese Tiere besitzen das dickste Fell aller Fledermäuse, das graubraun oder braun gefärbt ist. Die Kleine Neuseelandfledermaus erreicht eine Kopfrumpflänge von 60 bis 70 Millimetern und eine Flügelspannweite von rund 30 Zentimetern. Ihr Gewicht beträgt 12 bis 15 Gramm. Die ausgestorbene Große Neuseelandfledermaus war etwas größer und schwerer und erreichte 25 bis 35 Gramm Körpergewicht.

## Lebensweise
Neuseelandfledermäuse sind Waldbewohner, die vor allem am späten Abend aktiv sind. Sie krabbeln oft am Boden und suchen dort nach Nahrung. Durch die eingerollten Flügel können sie die Vordergliedmaßen auch zum Klettern einsetzen und so sogar steiles Terrain erklimmen. Als Schlafplatz dienen ihnen hohle Bäume oder kleine Höhlen, oft aber graben sie sich selbst ihre Unterschlupfe mit den Zähnen in das Holz oder in den Erdboden. Diese Tiere leben in kleineren Gruppen, über ihre Sozialstruktur ist aber kaum etwas bekannt. Sie halten keinen Winterschlaf, sondern ruhen nur und begeben sich an warmen Wintertagen zur Nahrungssuche auf den Boden.

## Nahrung
Neuseelandfledermäuse sind Allesfresser, ihre Nahrung besteht sowohl aus Insekten und anderen Gliederfüßern als auch aus Früchten, Nektar und Pollen. Manchmal nehmen sie auch Aas zu sich.

## Fortpflanzung
Die Paarung erfolgt meistens im Herbst, durch die auch bei anderen Fledermäusen zu beobachtende verzögerte Einnistung kommt das einzelne Jungtier erst oft zwischen den Spätfrühling und dem Herbst des nächsten Jahres zur Welt. Über den Zeitpunkt der Entwöhnung, das Eintreten der Geschlechtsreife oder die Lebenserwartung ist nichts bekannt.

## Bedrohung
Die Gründe für die Bedrohung der Tiere liegen in der Nahrungskonkurrenz und Nachstellung durch eingeschleppte Tiere wie Ratten und Katzen und in der Zerstörung ihres Lebensraumes durch den Menschen. Die Population der Kleinen Neuseelandfledermaus ist auf ungefähr zehn über ganz Neuseeland verteilte Populationen zersplittert, die zusammen nur mehr wenige tausend Tiere umfassen. Die IUCN listet sie als gefährdet (vulnerable). Das Verbreitungsgebiet der Großen Neuseelandfledermaus beschränkte sich zuletzt auf ein kleines Gebiet auf der Südinsel sowie mehrere kleine vorgelagerte Inseln. Seit 1965 gibt es aber keine Sichtungen dieser Art mehr, sodass sie als ausgestorben gilt.

## Systematik
Die Einordnung der Neuseelandfledermäuse in die Systematik der Fledermäuse war lange Zeit umstritten, man hielt sie für Verwandte der Glattnasen (Vespertilionidae) oder Bulldoggfledermäuse (Molossidae). Nach jüngeren morphologischen und genetischen Untersuchungen besteht eine Verwandtschaft zu den Hasenmaulartigen, einer ansonsten nur in Amerika lebenden Gruppe. Die genaue Einordnung ist jedoch noch ungeklärt. Fossilien von sechs ausgestorbenen Neuseelandfledermaustaxa sind aus dem Pleistozän von Neuseeland und Australien bekannt, fossile Zähne einer weiteren Art (Mystacina miocenalis) aus dem frühen Miozän der neuseeländischen Südinsel.